# Ungehorsam (Pferd)

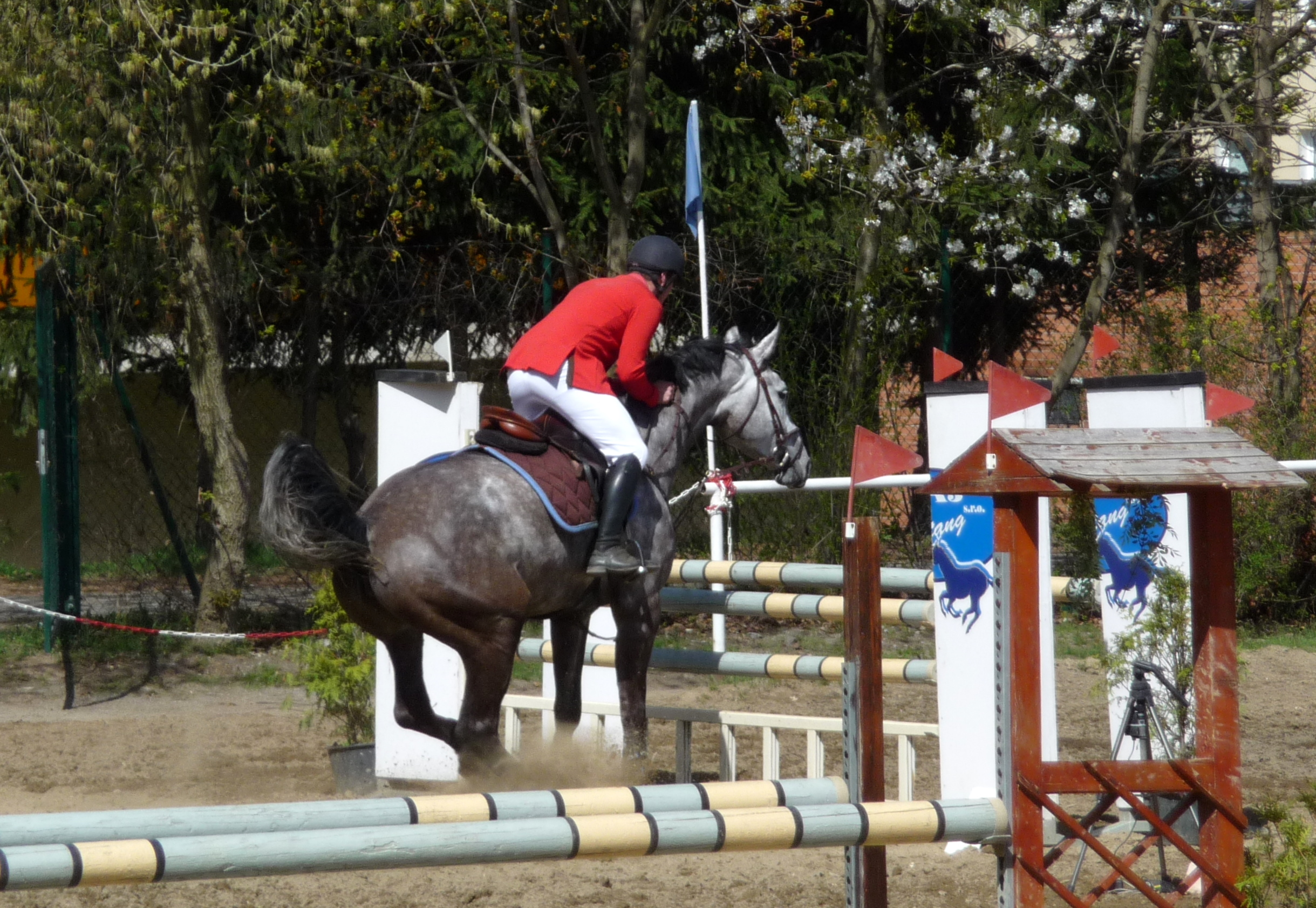
Verweigerung in einer Springprüfung

Ein Ungehorsam bei Pferden umfasst allgemeine Widersetzlichkeiten und war vor Einführung der LPO 2024 auch ein Begriff, der eine Unterbrechung des Parcours bei Reitsportveranstaltungen bezeichnete.

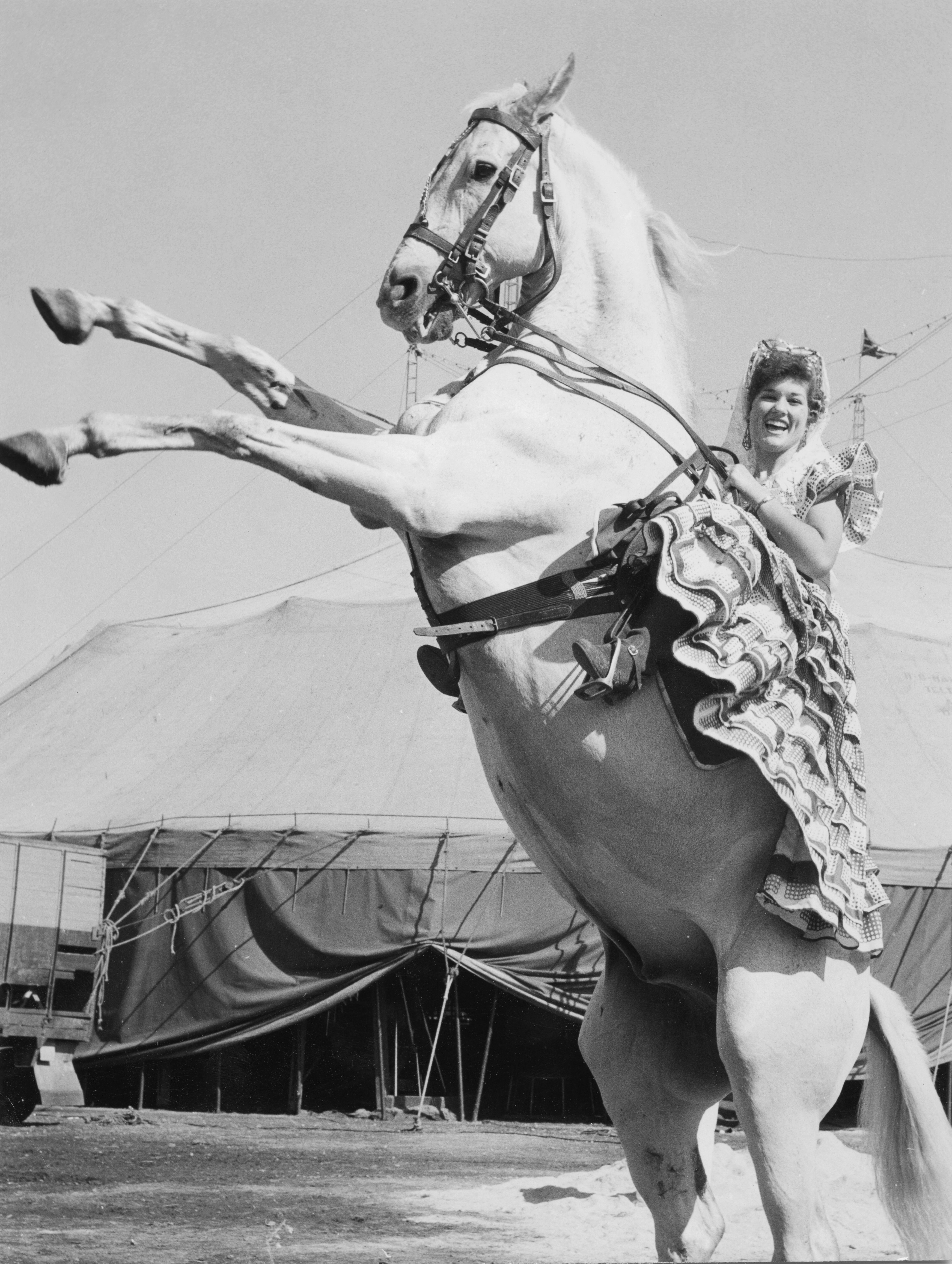
Steigendes Zirkuspferd

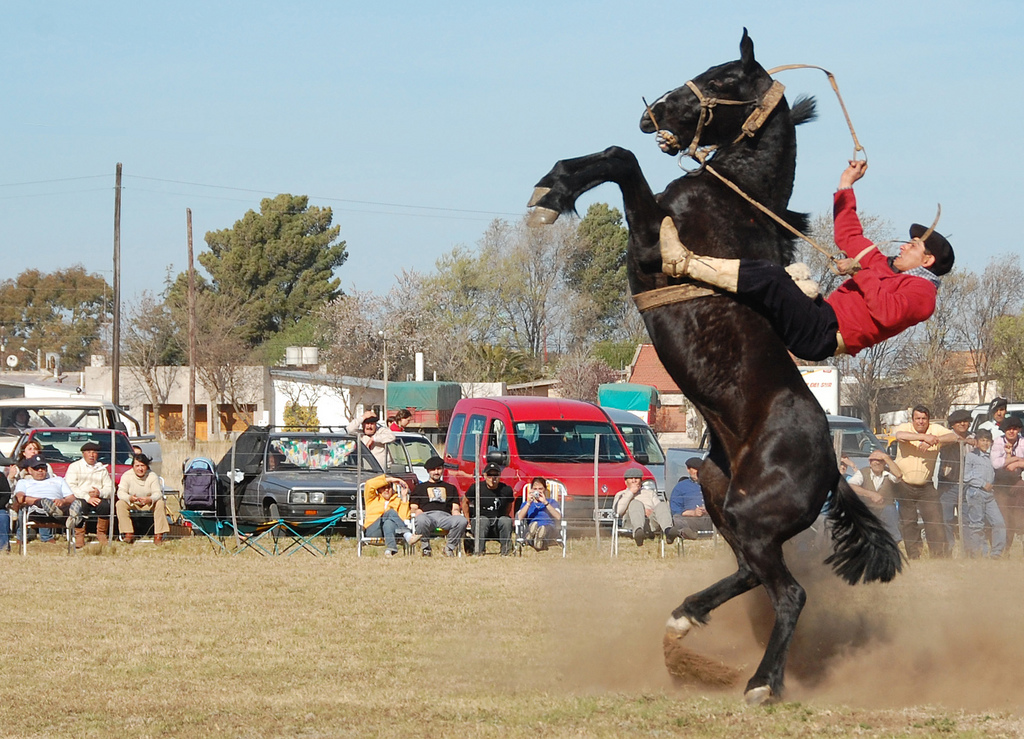
Unkontrolliert steigendes Pferd mit Gefahr sich nach hinten zu überschlagen

Auf der Weide gehört das Davonstürmen, Buckeln, Bocken, Ausschlagen und Steigen, aus Bewegungsfreude oder aus bestimmten sozialen Situationen heraus, zum natürlichen Verhalten. An der Hand, unter dem Reiter oder vor dem Wagen sind diese Verhaltensweisen unerwünscht und zum Teil gefährlich. Deshalb ist es Ziel jeder Pferdeausbildung, ein solches Verhalten im Umgang zu kontrollieren. Manche dieser Verhaltensweisen werden bei entsprechender Ausbildung in der Hohen Schule gezeigt.

## Durchgehen

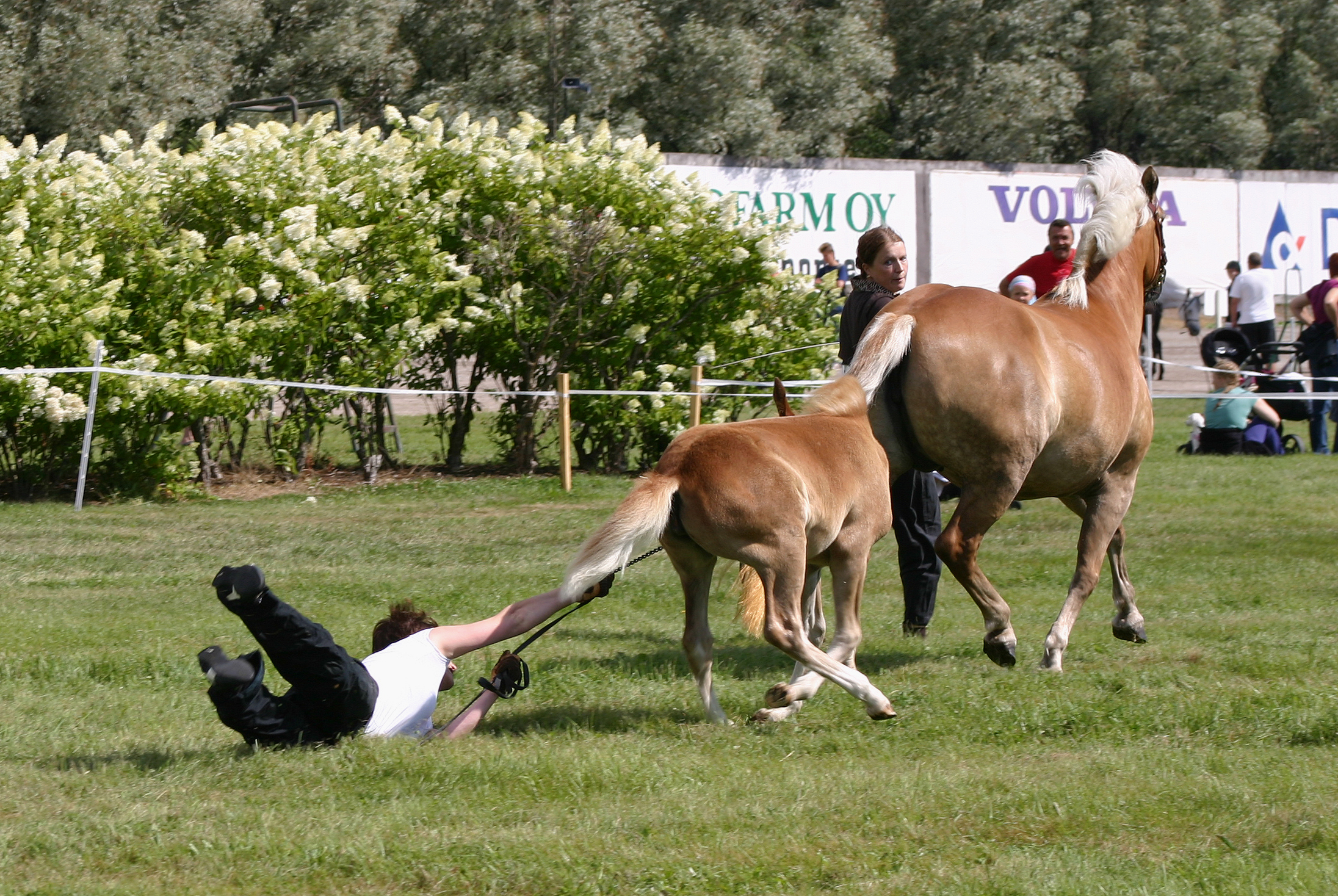
Übermäßige Lauffreude bei einem Fohlen

Durchgehen ist ein unkontrolliertes Davonstürmen eines Pferdes beim Reiten oder Fahren.
In der Regel ist es entweder übermäßige Lauffreude oder tatsächlich eine Fluchtreaktion. Die übermäßige Lauffreude, vor allem bei jungen Pferden, kann durch Paraden gedämpft werden.
Gefährlicher ist die Fluchtreaktion, bei der das Pferd in Panik ist und infolgedessen nicht mehr normal reagiert. Aufgrund der Panik ist es blind für Gefahren und kann sich leicht an Hindernissen in der Umgebung verletzen oder stürzen. Normale Paraden dringen unter diesen Umständen nicht mehr zum Pferd durch. Man kann versuchen, das Pferd auf einen enger werdenden Zirkel zu lenken und es so schließlich zu Anhalten bringen.
Manchmal stürmt ein Pferd davon, um sich einer Aufgabe zu entziehen. Das kann daran liegen, dass das Pferd nicht hinreichend gut ausgebildet ist und physisch oder psychisch der gestellten Aufgabe nicht gewachsen ist.

## Bocken

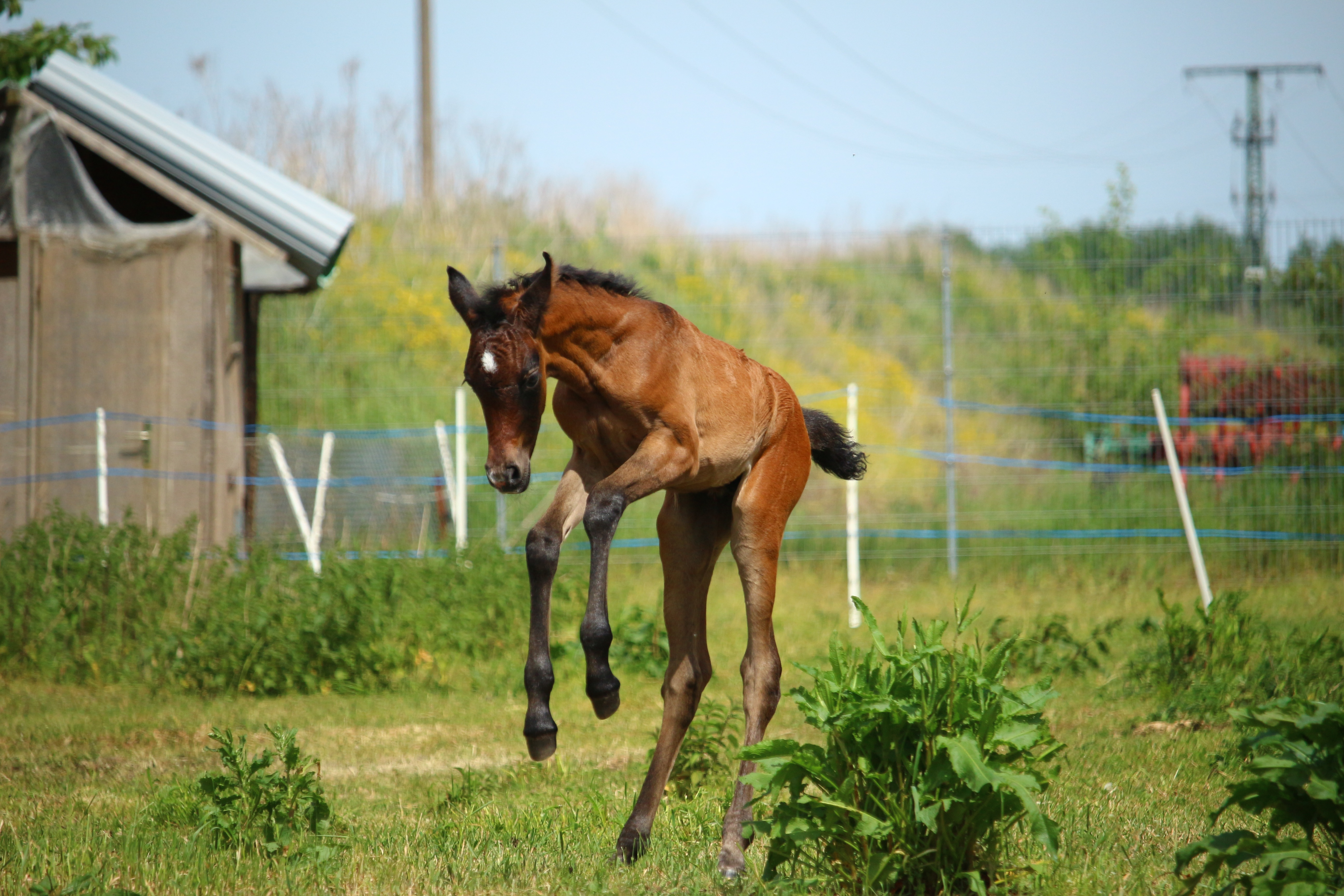
Bockendes Fohlen

Beim Bocken (auch Buckeln) senkt das Pferd oder der Bulle den Kopf und hebt die Hinterhand in die Luft, meistens schlägt das Tier mit den Hinterbeinen zusätzlich aus.
Beim Reiten ist es unangenehm, wenn der Reiter der Bewegung nicht folgen kann und dem Pferd deshalb entweder in den Rücken fällt oder vom Pferd stürzt. Auch hier kann die Ursache in übertriebener Lebensfreude, Ausweichverhalten oder Angst begründet sein.  Das Ausweichverhalten kann in falscher oder unzureichender Ausbildung, oder mit physischen Gründen (Überlastung, Gesundheitsprobleme, Sattelzeug, ungeschickter Reiter, der dem Pferd schmerzhaft in den Rücken fällt) begründet sein.
Die Croupade, die vom Cadre Noir in Saumur gezeigt wird, ist ein Ausschlagen, bei dem die Vorhand auf dem Boden bleibt. Die Ballotade, die von der Spanischen Hofreitschule in Wien gezeigt wird, ist ein Hochspringen des Pferdes auf der Stelle und eine Vorstufe zur Kapriole.

## Ausschlagen
Beim Schlagen hebt das Pferd, Esel oder Maultier beide Hinterbeine und schlägt nach hinten aus. Dieses Verhalten kann aus Lebensfreude gezeigt werden, wenn beispielsweise ein Fohlen auf der Weide ausschlagend davonstürmt. Es kann im Konflikt mit anderen Pferden gezeigt werden, in der Regel als Abwehr, wenn sich das Pferd bedrängt fühlt. Meistens wird das Ausschlagen als Warnung eingesetzt. Wenn ein Pferd jedoch gezielt ausschlägt, ist es sehr gefährlich, insbesondere wenn es hinten Hufeisen trägt.

## Scheuen
Pferde neigen als Fluchttiere dazu vor unbekannten Geräuschen, Gerüchen oder Anblicken zurückzuweichen. Daher müssen sie an möglichst viele verschiedene Umweltreize durch Gelassenheitstraining gewöhnt werden, beispielsweise Verkehrssicherheitstraining. An den Geruch des verbrannten Horns beim Hufebeschlagen kann ein junges Pferd gewöhnt werden, indem es vor dem ersten Heißbeschlag zusieht wie ein erfahrenes Pferd beschlagen wird.

## Steigen

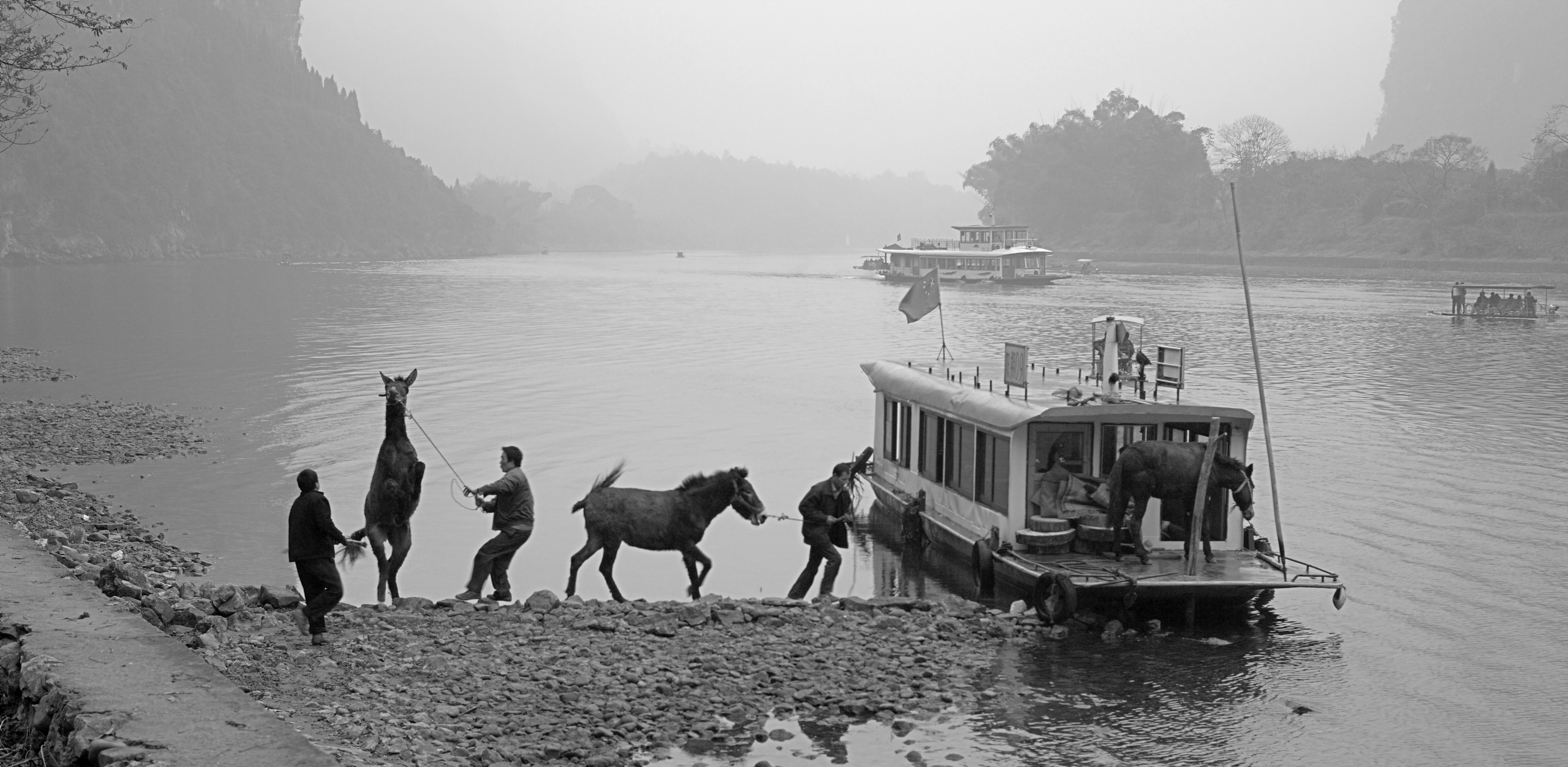
Steigendes Pferd, das vor dem Verladen auf das Boot zurückscheut, China 2009

Beim Steigen hebt das Pferd die Vorhand vom Boden. Das unkontrollierte Steigen eines Pferdes ist sehr gefährlich, da es sich nach hinten überschlagen und den Reiter unter sich begraben kann. Deshalb wird jeglicher Ansatz zum Steigen von sicherheitsbewussten Pferdemenschen sofort durch energisches Vorwärtsreiten unterbunden. Während des Steigens sollte der Reiter versuchen das Gewicht seines Oberkörpers in Richtung Pferdehals zu verlagern, den Pferdehals sozusagen umarmen. Damit verringert er die Wahrscheinlichkeit, dass das Pferd nach hinten überschlägt und kann sich darüber hinaus leichter vom Pferd entfernen, um nicht unter ihm begraben zu werden.
In einigen Fällen wird das Heben der Vorhand auch bewusst eingesetzt, so bei der Levade und Pesade der klassischen Reitkunst oder in Lektionen des Zirkus. Dies wird nicht als Steigen im Sinne des Ungehorsams klassifiziert. Erst wenn ein Pferd sehr weit ausgebildet ist, in hoher Versammlung mit guter Hankenbeugung, taktrein, losgelassen und schwungvoll piaffiert, kann mit Levaden begonnen werden.

## Zwang
Sattelzwang und Gurtzwang sind reflexhafte Abwehrreaktionen gegen das Satteln. Pferde, die schlechte Erfahrungen mit dem Satteln, mit Satteldruck oder Gurtdruck gemacht haben, entwickeln häufig solch eine zwanghafte Reaktion. Sattelzwang ist keine Unart des Pferdes, sondern eine logische Folge von menschlichem Fehlverhalten.

## Leinenfangen
„Leinenfänger“ sind Zugpferde, die beim Fahren häufig die Leine zwischen Schweif und Hinterbacken einklemmen, entweder aus Unart oder unabsichtlich beim Verscheuchen von Insekten. Das erschwert das Lenken des Fuhrwerks erheblich. Daraus können gefährliche Situationen und Unfälle entstehen. Das Urteil zum Leinenfänger-Fall ist ein Fallbeispiel, mit dem in der Rechtswissenschaft die Voraussetzungen für Fahrlässigkeit erläutert werden.
Um das Leinenfangen zu vermeiden, wurden früher bei Kaltblütern häufig die Schweifrübe kupiert. Heute gibt es Schweifhalter, die anstelle der Schweifmetze verschnallt werden, an denen der Schweif so fixiert werden kann, dass er in der Bewegung eingeschränkt ist, alternativ kann eine Fliegendecke verwendet werden.

## Verweigerung / Stehenbleiben

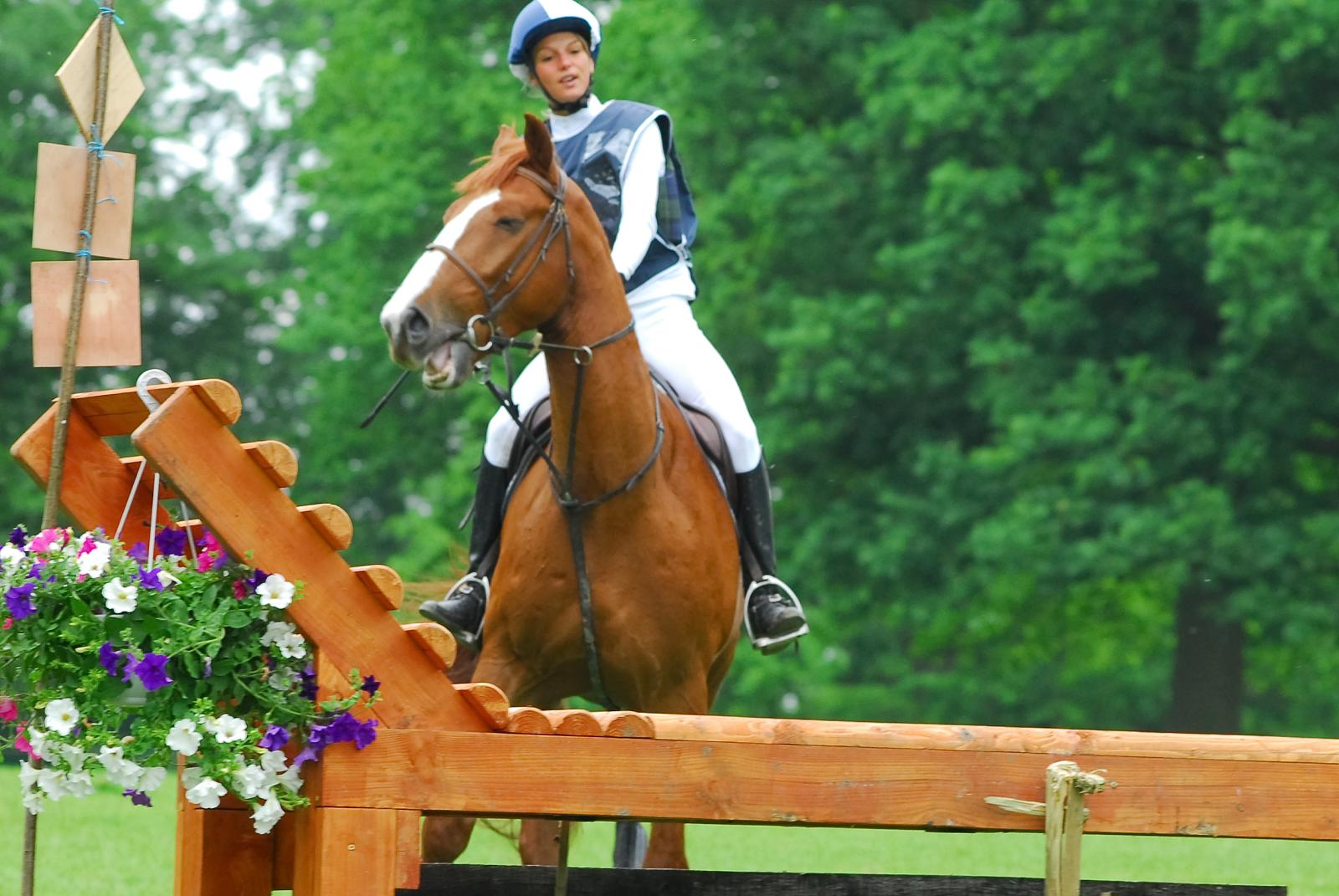
Verweigerung beim Geländeritt einer Vielseitigkeit

Das Pferd verweigert, wenn es vor einem Hindernis stehenbleibt, zurückweicht, seitlich oder dagegenläuft, ohne es zu überwinden. Da die Ursache nicht nur auf das Pferd zurückzuführen ist, spricht man seit Einführung der LPO 2024 im Turniersport nicht mehr von einer Verweigerung, sondern von einem Stehenbleiben oder Ausweichen. Durch eine Verweigerung kann ein Reiter vom Pferd stürzen, oder das Pferd kann in das Hindernis laufen. Eine Verweigerung kann dennoch sicherer sein, wenn beispielsweise nicht richtig an das Hindernis herangeritten wurde und der Absprung nicht passt.
Ein Hindernis, das für ein Pferd zu schwer ist, sollte ihm nicht abverlangt werden. Ursachen für eine Verweigerung können falsches Anreiten (zu nah, nicht nah genug, falsches Tempo, zu wenig Schwung, Unsicherheit beim Reiter), ein falscher Anreitweg oder mangelhafte Ausbildung von Reiter oder Pferd sein. Das Pferd ist möglicherweise physisch nicht in der Lage das Hindernis zu bewältigen, beispielsweise aufgrund von schlechtem Trainingszustand, gesundheitlicher Probleme oder mangelhafter Eignung.
Möglicherweise hat das Pferd schlechte Erfahrungen beim Springen gemacht, beispielsweise eine harte Hand oder schlechtes Einsitzen bei der Landung, und daher nicht ausreichend Vertrauen in seinen Reiter. Dann bereitet das Springen dem Pferd kein Vergnügen, es wird „sauer“ und neigt zu Verweigerungen. Es ist schwierig das Vertrauen eines sauren Pferdes wieder zu gewinnen. Ein schlechter Reiter kann sein Pferd zum Verweigern erziehen, indem er das Pferd durch falsche Reittechnik regelmäßig verweigern lässt. Das Pferd wird verunsichert und verliert den Spaß am Springen. Ein solches Pferd wird sauer genannt.

## Ungehorsam in Prüfungen / Unterbrechungen in Parcours

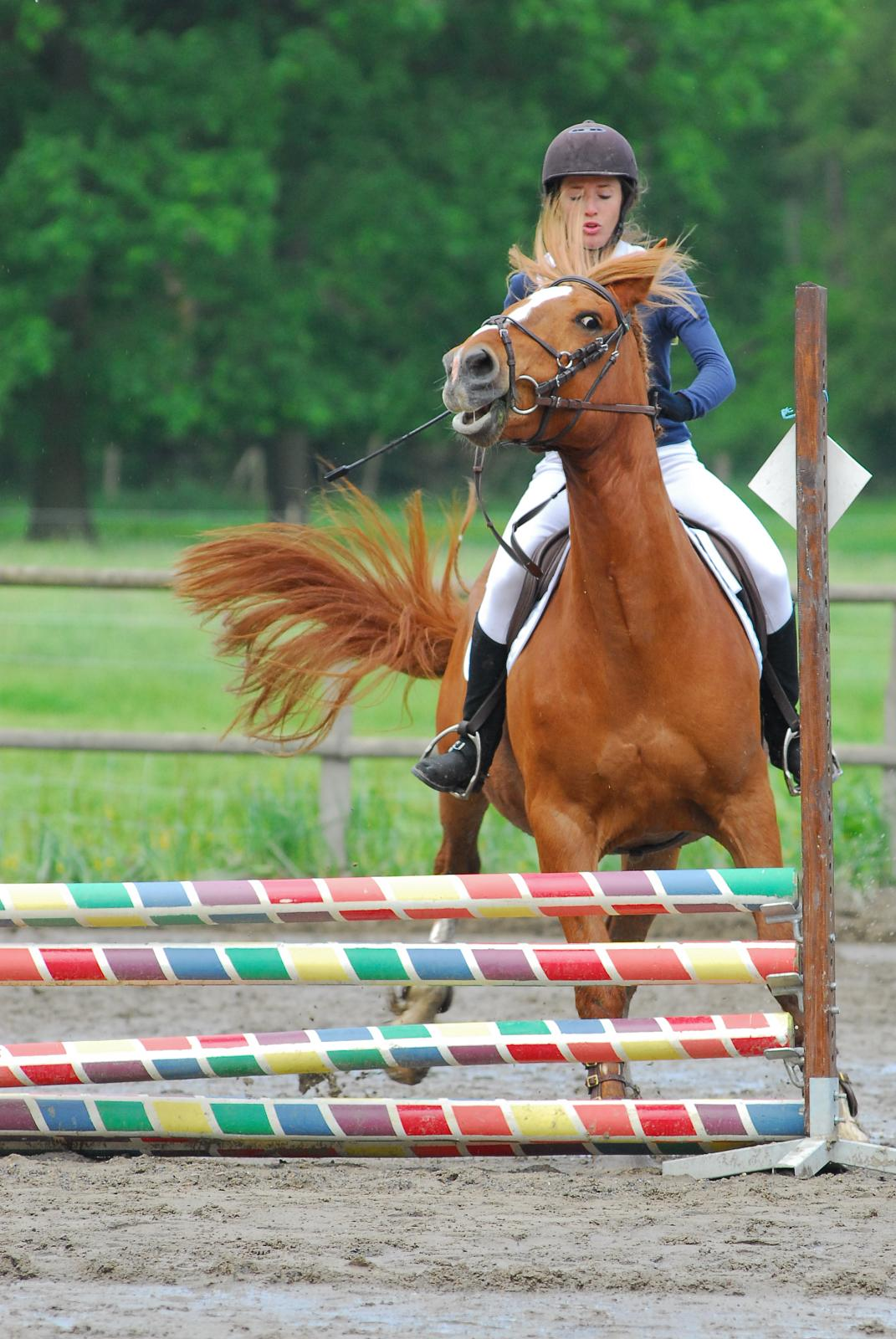
Seitliches Ausweichen in einem Parcours

Unterbrechungen in Parcours wurden vor Einführung der LPO 2024 als Ungehorsam bezeichnet. Bei Prüfungen im Pferdesport wird eine vom Pferd-Reiter-Paar verursachte Unterbrechung verschieden bewertet.

### Prüfungen im Springreiten
Der Begriff Unterbrechung (früher: Ungehorsam) im Parcours umfasst im Springreiten folgendes:
- Stehenbleiben (früher: Verweigerung)
- Ausweichen (früher: Ausbrechen): seitliches Vorbeilaufen an einem Hindernis
- Sonstige Unterbrechungen (früher: Widersetzlichkeit): gänzlicher Verlust der Vorwärtsbewegung, z. B. durch Stehenbleiben, Rückwärtsbewegung oder sonstige Abstimmungsprobleme des Pferd-Reiter-Paares
- Volte

In nationalen und internationalen Springprüfungen führt eine zweite Unterbrechung zum Ausscheiden des Paars. In Deutschland erhält ein Paar für die erste Unterbrechung 4 Strafpunkte. Ein Teilnehmer, der ausscheidet (Ausnahme: nach Sturz von Teilnehmer und/oder Pferd) oder aufgibt, hat die Möglichkeit eines Korrektursprunges. Meist wird dafür der einfachste Sprung im Parcours gewählt, den das Paar sicher meistern kann. In manchen Fällen ist auch eine Korrekturrunde, die mehrere Sprünge oder den gesamten Parcours umfassen kann, möglich.

### Vielseitigkeit
Im Geländeritt einer Vielseitigkeitsprüfung wird eine Unterbrechung als Hindernisfehler mit 20 Strafpunkten geahndet. Die Hindernisse müssen in der vorgesehenen Richtung und Reihenfolge gesprungen werden. Bei einer Hinderniskombination müssen beide Sprünge hintereinander gesprungen werden, ohne dabei ein noch zu springendes oder schon gesprungenes Hindernis zu umrunden. Der Weg zwischen den Hindernissen muss nicht auf gerader Linie bestritten werden, eine Volte (d. h. das Kreuzen der eigenen Linie) wird allerdings als Hindernisfehler gewertet.

### Gelassenheitsprüfung
Eine Widersetzlichkeit bei Gelassenheitsprüfungen liegt vor, wenn beispielsweise das Pferd mehrfach an eine Plane auf dem Boden herangeführt werden muss, bevor es darüberschreitet.

## Beispiele

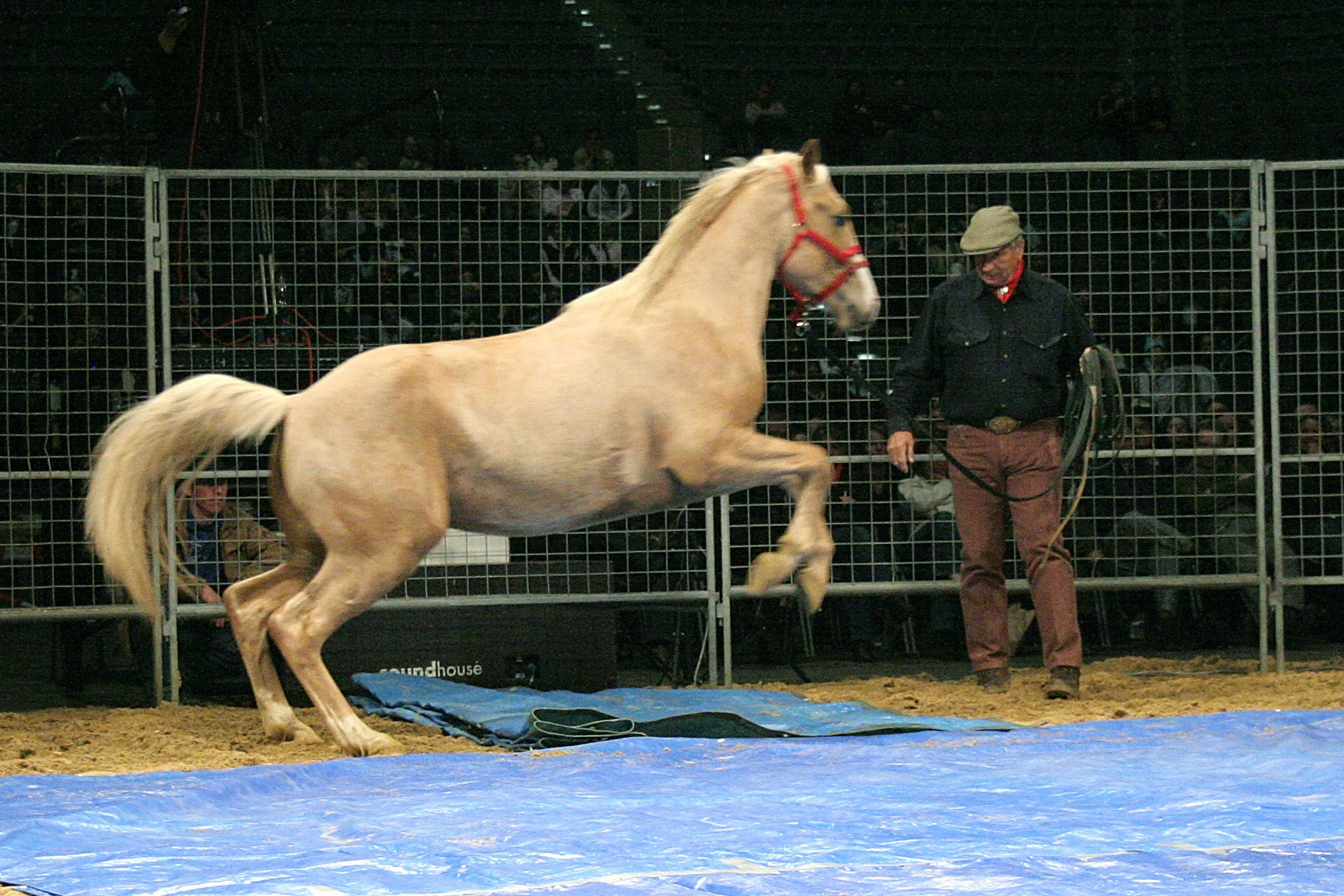
Ausbildung eines Pferdes, das vor Wasser zurückscheut, indem die Aufgabe in einfachere Teilschritte zerlegt wird. Hier wird es zunächst an eine Plane gewöhnt.
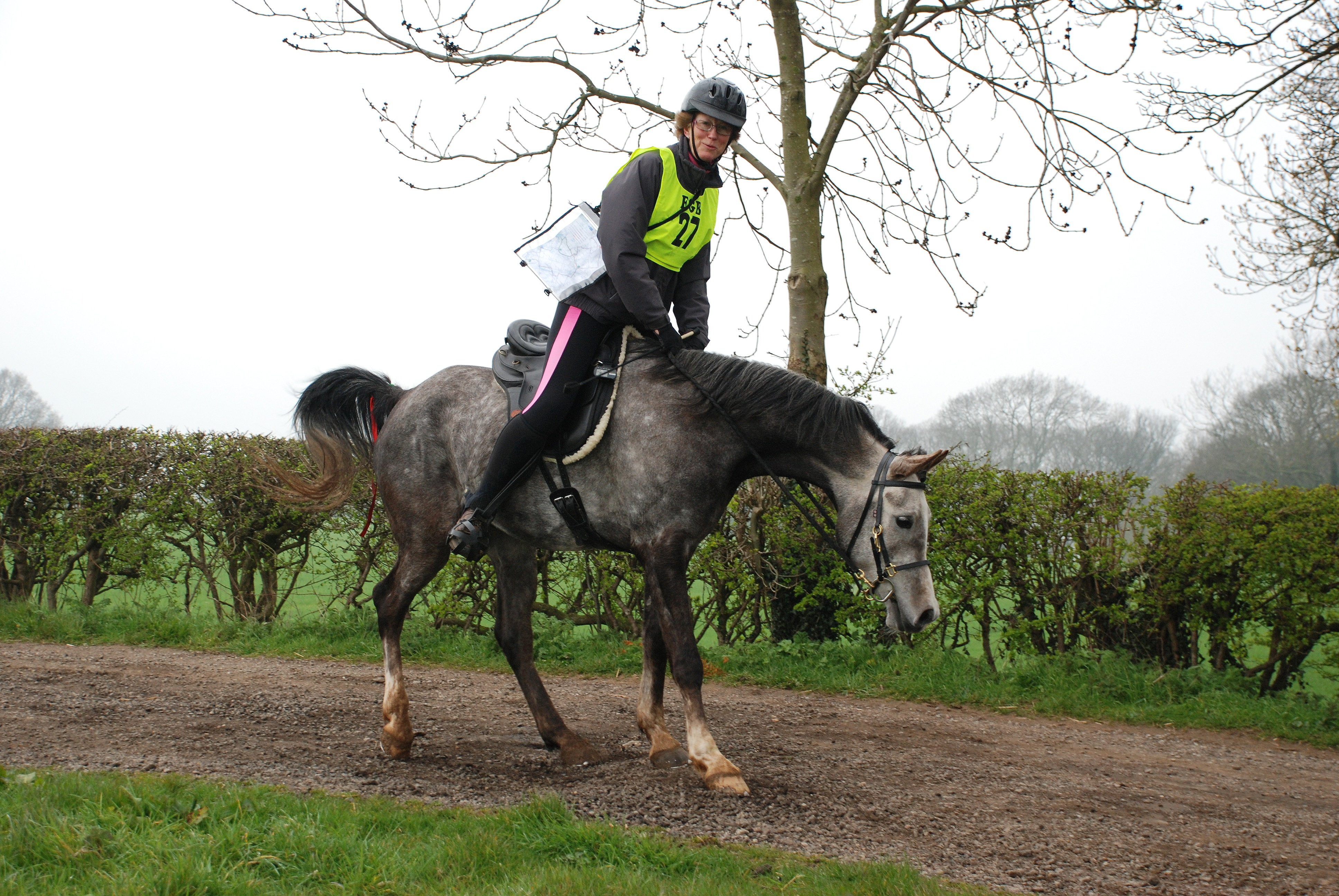
Widersetzlichkeit bei einer Breitensportveranstaltung: Das Pferd weigert sich, weiter zu gehen, es scheut vor etwas auf dem Boden zurück.
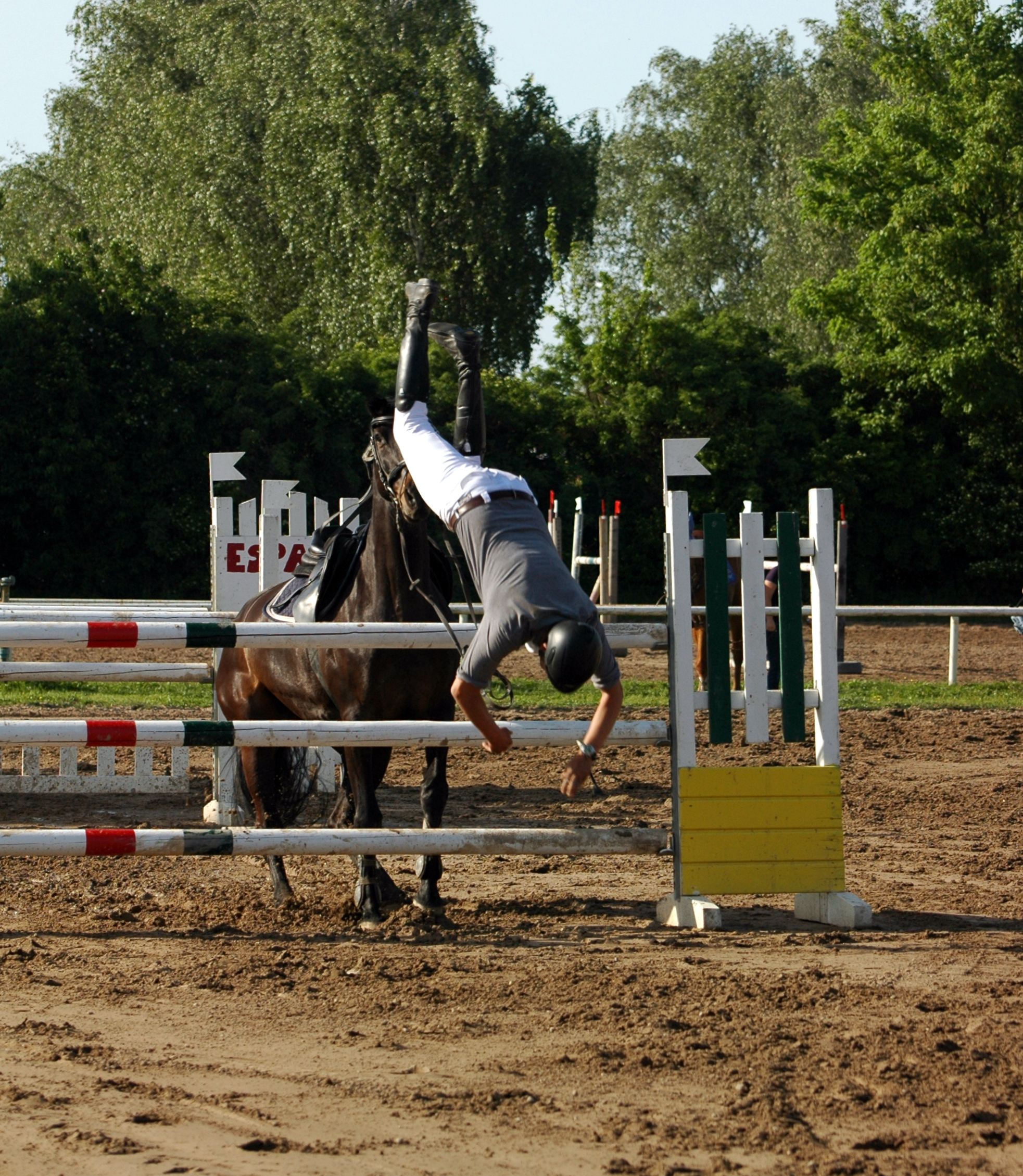
Verweigerungen können einen Sturz des Reiters zur Folge haben.
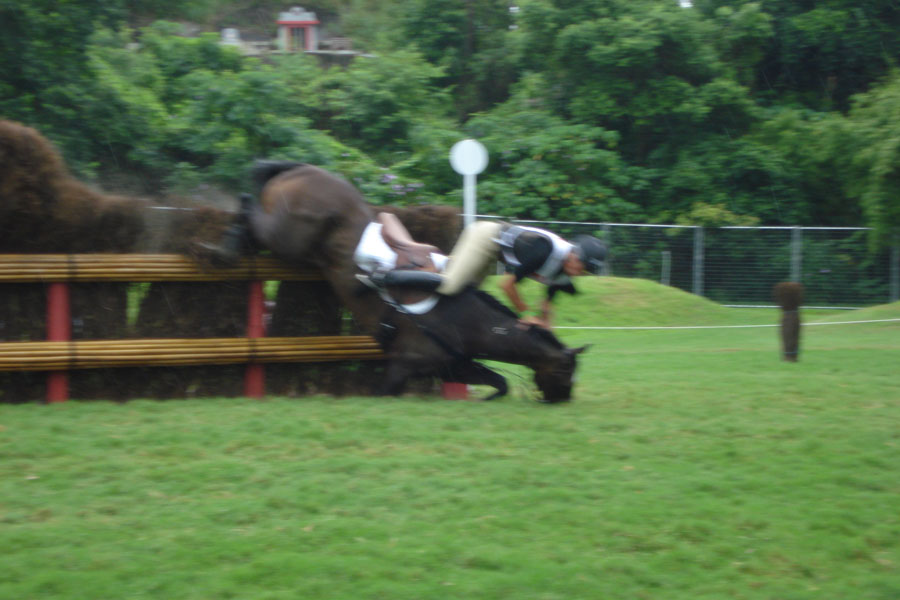
Sturz eines Pferdes, das nicht verweigert hat, obwohl die Bedingungen für den Sprung nicht gepasst haben
- Korrektes Verhalten einer Reiterin bei einer Verweigerung. Das Verhalten des Pferdes (Ohrenspiel, freigetragener ruhiger Schweif) zeigt, dass generell ein gutes Vertrauensverhältnis zwischen Reiterin und Pferd besteht und das Pferd zufrieden ist.
- Unreiterliches Verhalten bei einer Verweigerung (zeitverzögertes mehrfaches Schlagen mit Ausholen), das gemäß FEI- und FN-Reglement zur Disqualifikation führen muss. Korrekt wäre ein sofortiges einfaches Anticken mit der Gerte an der Schulter. Das Verhalten des Pferdes (Schweifschlagen, eingeklemmter Schweif, Unterhals, Zurückkriechen) zeigt ein gestörtes Vertrauensverhältnis zwischen Reiter und Pferd.